# Тиводар Михайло Петрович
Миха́йло Петро́вич Тивода́р (7 лютого 1936, Бедевля — 20 жовтня 2017, Ужгород) — вчений-етнолог, педагог вищої школи, професор Ужгородського національного університету, професор кафедри історії Стародавнього світу і Середніх віків, громадський діяч. 

## Біографічні відомості
Народився 7 лютого 1936 року в селі Бедевля, що на Тячівщині, в родині середніх статків. Помер 20 жовтня 2017 року (м. Ужгород).
Михайло Тиводар закінчив Тячівську середню школу, а у 1958 році — історичний факультет Ужгородського університету. Працював учителем історії Дубівської СШ Тячівського району, а з 1966 р. – в Ужгородському університеті: викладачем (1966-1968), старшим викладачем (1968) та доцентом (1968-1976) кафедри загальної історії; доцентом кафедри УРСР, історіографії та джерелознавства (1976-1988); доцентом (1988-1994), професором (1994-2001, 2004-дотепер), завідувачем кафедри історії стародавнього світу і середніх віків  (2001-2004). Нагороджений орденом «За мужність» III ступеня (2009). Працював депутатом Закарпатської обласної ради, очолював групу «Демократична платформа». Заслужений професор УжНУ (2014).
Лауреат премії імені Петра Скунця Ужгородської міської ради (2017)

## Наукова кар'єра
Вирішальну роль у формуванні наукових уподобань студента Тиводара відіграв вчений, педагог і письменник Федір Потушняк про якого згодом він напише працю.
Царина досліджень Тиводара  — пастівництво в Українських Карпатах другої половини XIX — середини ХХ століть. Її вивченню він віддав понад два десятки років життя. Висліди наукової роботи побачили світ у десятках наукових статей, а також у ґрунтовній монографії «Традиційне скотарство Українських Карпат другої половини XIX — першої половини ХХ ст.» (Ужгород, 1994). На початку 90-х вийшли також “Народознавчі роздуми”, куди увійшли його невеликі наукові та газетні статті, які запам’яталися невимушеним поєднанням глибокої науковості з пристрасною публіцистичністю.
Даниною пам’яті своєму великому вчителю-енциклопедистові стала монографія “Життя і наукові пошуки Федора Потушняка”. Книжка є певним еталоном для створення академічних біографій наших краян. Останні її розділи – це така собі непарадна, залаштункова історія університету, його внутрішніх інтриг і  підводних течій.
Підручник “Етнологія” вперше побачив світ 1998 р. двадцять чотири розділи. Перші вісім подають теоретичні засади цієї дисципліни, а наступні подають характеристики усіх етносів – від найдальших і найбільш екзотичних (Австралія і Океанія) до найближчих, до Європи насамкінець. 
Справжнім вибухом стала “Історія села Бедевлі”. На сьогодні близько 70 закарпатських сіл мають монографії, але ця виділяється з-поміж них не тільки обсягом (560 с.), а й повнотою охоплення матеріалу, адже охарактеризовані практично усі сільські роди упродовж кількох поколінь, до того залучені численні архівні і власні польові матеріали, книжка має 38 додатків (переважно генеалогічних), окремий нарис про особливості сімейно-шлюбних відносин саме у цьому селі.  
Підсумкова “Етнографія Закарпаття” стала справжньою поемою про рідний край. На сьогодні там найповніше охарактеризовано усі аспекти традиційної культури закарпатців. Кожен із її розділів проситься, аби бути розгорнутим в окрему монографію.
Захистив кандидатську (1968) і докторську (за спеціальністю «етнологія», 1994) дисертації.
Доцент (1972), професор (1995), заслужений професор УжНУ (2014).

## Праці
Михайло Тиводар — автор понад 100 наукових публікацій (у тому числі кількох монографій), навчального посібника з етнології, котрий витримав три видання (1998, 2004, 2010).